# Scottish Championship 2017-2018
La Scottish Championship 2017-2018 è stata la quinta edizione dell'omonima competizione e la 112ª edizione totale della seconda serie del campionato di calcio scozzese. La stagione è iniziata il 5 agosto 2017 e terminata il 28 aprile 2018. 
Il St. Mirren ha vinto il torneo per la quinta volta nella sua storia ed è stato promosso in Premiership insieme al Livingston, vincitore dei play-off. Il Brechin City, ultimo classificato, è stato retrocesso in Scottish League One insieme al Dumbarton, sconfitto ai play-out.

## Novità
Dalla Scottish Premiership 2016-2017 è retrocesso l'Inverness, mentre dalla Scottish League One sono stati promossi Brechin City e Livingston. Queste squadre sostituiscono rispettivamente Hibernian (promosso in Premiership), Ayr United e Raith Rovers (retrocessi in League One).

### Regolamento
Il campionato è composto di 10 squadre che si affrontano in un doppio girone di andata-ritorno per un totale di 36 giornate.

La prima classificata viene promossa direttamente in Scottish Premiership. La 2ª, la 3ª e la 4ª classificata e l'11ª classificata della Scottish Premiership 2017-2018 si affrontano nei playoff per un posto in Scottish Premiership.

L'ultima classificata viene retrocessa direttamente in Scottish League One. La 9ª classificata partecipa ai playoff per un posto in Scottish Championship assieme alla 2ª, alla 3ª e alla 4ª classificata in Scottish League One 2017-2018.

## Squadre partecipanti
| Squadra            | Città       | Stadio                     | Stagione 2016-2017                |
| ------------------ | ----------- | -------------------------- | --------------------------------- |
| Brechin City       | Brechin     | Glebe Park                 | 4º posto in Scottish League One   |
| Dumbarton          | Dumbarton   | Dumbarton Football Stadium | 8º posto in Scottish Championship |
| Dundee Utd         | Dundee      | Tannadice Park             | 3º posto in Scottish Championship |
| Dunfermline        | Dunfermline | East End Park              | 5º posto in Scottish Championship |
| Falkirk            | Falkirk     | Falkirk Stadium            | 2º posto in Scottish Championship |
| Greenock Morton    | Greenock    | Cappielow Park             | 4º posto in Scottish Championship |
| Inverness          | Inverness   | Caledonian Stadium         | 12º posto in Scottish Premiership |
| Livingston         | Livingston  | Almondvale Stadium         | 1º posto in Scottish League One   |
| Queen of the South | Dumfries    | Palmerston Park            | 6º posto in Scottish Championship |
| St. Mirren         | Paisley     | St. Mirren Park            | 7º posto in Scottish Championship |

## Classifica finale
|  | Pos. | Squadra            | Pt | G  | V  | N  | P  | GF | GS | DR  |
|  | ---- | ------------------ | -- | -- | -- | -- | -- | -- | -- | --- |
|  | 1.   | St. Mirren         | 74 | 36 | 23 | 5  | 8  | 63 | 36 | +27 |
|  | 2.   | Livingston         | 62 | 36 | 17 | 11 | 8  | 56 | 37 | +19 |
|  | 3.   | Dundee Utd         | 61 | 36 | 18 | 7  | 11 | 52 | 42 | +10 |
|  | 4.   | Dunfermline        | 59 | 36 | 16 | 11 | 9  | 60 | 35 | +25 |
|  | 5.   | Inverness          | 57 | 36 | 16 | 9  | 11 | 53 | 37 | +16 |
|  | 6.   | Queen of the South | 52 | 36 | 14 | 10 | 12 | 59 | 53 | +6  |
|  | 7.   | Greenock Morton    | 50 | 36 | 13 | 11 | 12 | 47 | 40 | +7  |
|  | 8.   | Falkirk            | 47 | 36 | 12 | 11 | 13 | 45 | 49 | -4  |
|  | 9.   | Dumbarton          | 30 | 36 | 7  | 9  | 20 | 27 | 63 | -36 |
|  | 10.  | Brechin City       | 4  | 36 | 0  | 4  | 32 | 20 | 90 | -70 |

Legenda:

      Campione di Championship e promossa in Premiership 2018-2019
 Qualificata ai play-off
      Retrocessa in League One 2018-2019
Tre punti a vittoria, uno a pareggio, zero a sconfitta.
La classifica viene stilata secondo i seguenti criteri:
- Punti conquistati
- Differenza reti generale
- Reti totali realizzate
- Punti realizzati negli scontri diretti
- Differenza reti negli scontri diretti
- Reti realizzate negli scontri diretti
- play-off (solo per definire la promozione, la retrocessione e i playoff)

## Spareggi

### Playoff Premiership/Championship

#### Quarto di finale
| 1º maggio 2018 | Dunfermline | 0 – 0 | Dundee Utd  | Dunfermline, East End Park |
| 4 maggio 2018  | Dundee Utd  | 2 – 1 | Dunfermline | Dundee, Tannadice Park     |

#### Semifinale
| 7 maggio 2018  | Dundee Utd | 2 – 3 | Livingston | Dundee, Tannadice Park         |
| 11 maggio 2018 | Livingston | 1 – 1 | Dundee Utd | Livingston, Almondvale Stadium |

#### Finale
| 17 maggio 2018 | Livingston      | 2 – 1 | Partick Thistle | Livingston, Almondvale Stadium |
| 20 maggio 2018 | Partick Thistle | 0 – 1 | Livingston      | Glasgow, Firhill Stadium       |

### Play-off Championship/League One

#### Semifinali
| Andata:       |                |       |                |                          |
| 2 maggio 2018 | Arbroath       | 1 – 2 | Dumbarton      | Arbroath, Gayfield Park  |
| 2 maggio 2018 | Alloa Athletic | 2 – 0 | Raith Rovers   | Alloa, Recreation Park   |
| Ritorno:      |                |       |                |                          |
| 5 maggio 2018 | Dumbarton      | 1 – 1 | Arbroath       | Dumbarton, D. F. Stadium |
| 5 maggio 2018 | Raith Rovers   | 1 – 2 | Alloa Athletic | Kirkcaldy, Stark's Park  |

#### Finale
| 9 maggio 2018  | Alloa Athletic | 0 – 1          | Dumbarton      | Alloa, Recreation Park   |
| 13 maggio 2018 | Dumbarton      | 0 – 2 (d.t.s.) | Alloa Athletic | Dumbarton, D. F. Stadium |